# Киселёв, Игорь Владимирович
И́горь Влади́мирович Киселёв (19 августа 1979, Краснодар, СССР — 30 декабря 2014, Афипский, Россия) — российский футболист, нападающий.

## Карьера
Воспитанник краснодарской СДЮШОР-5. В 17 лет был приглашён в московское «Торпедо». За два сезона в дубле провёл 58 матчей, забил 20 голов. В 1997 сыграл один матч в высшей лиге — в последнем туре в гостевом матче против «Жемчужины» провёл первые 52 минуты. Не сумев закрепиться в команде, пытался перейти в ряд команд, однако из-за цены в 100 000 долларов, которую за него просило «Торпедо», был вынужден вернуться домой, где два года играл в первенстве Краснодарского края за краснодарский «Вагонник» — 53 гола в 59 играх.
В 2001 году его контракт за 10 000 долларов выкупил клуб «Краснодар-2000» из Второго дивизиона. В том же сезоне Киселёв установил рекорды России для профессиональных лиг, забив 10 мячей в одном матче (против клуба «Локомотив-Тайм») и 47 — в сезоне. На протяжении следующих четырёх сезонов Киселёв играл поочерёдно в «Краснодаре-2000» и «Кубани», проведя второй круг 2003 года в аренде в «Тереке», за который сыграл один матч и забил один гол в победном для клуба розыгрыше Кубка России 2003/04. Лучший бомбардир в истории футбольного клуба «Краснодар-2000».
В 2004 году сыграл 12 матчей и забил два мяча в премьер-лиге за «Кубань». В 2006—2007 годах играл в клубах второго дивизиона, последний клуб — майкопская «Дружба». В 2008—2010 годах играл на любительском уровне. В 2011 году провёл 8 матчей во втором дивизионе за «Биолог-Новокубанск».
В ночь на 30 декабря 2014 года скончался от острой сердечной недостаточности в возрасте 35 лет.